# Ohlerich-Speicher (Bützow)
Der Ohlerich-Speicher (auch: Löwenthal, Nord & Co-Speicher) ist ein ehemaliger Getreidespeicher am Hafen der Stadt Bützow im Landkreis Rostock in Mecklenburg. Der Silobau wurde 1936/37 durch die Firma Ohlerich und Sohn, Getreidegroßhandlung, Schwerin errichtet. Als Teil des Speicherkomplexes zusammen mit dem im Jahr 1904 erbauten Ahron-Speicher gehören die Speicher zu den Baudenkmalen der Stadt.

## Architektur
Der gesamte Bau wurde aus Stahlbeton und Mauerwerk in Zementmörtel errichtet. Pfahlgründung erfolgte mittels neun Meter langer Holzpfähle, die tief in die tragende Sandschicht getrieben wurden und auch bei niedrigem Wasserstand im Fluss immer im Grundwasser stehen. Der hohe Silobau ist mit einem abgewalmten Satteldach versehen, das mit dunklen Ziegeln gedeckt ist. Die Wände wurden mit farbigem Zementverputz versehen. Das Silo hat eine Länge von 17,25 Metern und eine Breite von 9,65 Metern, während der Bodenspeicher eine Länge von 13,35 Metern und eine Breite von 15,10 Metern hat. Der gesamte Bau wurde am westlichen Giebel des bestehenden Ahron’schen Bodenspeichers errichtet. An der neu entstandenen, zur Wassermühle Bützow zeigenden Giebelwand wurde eine große Fassadenbeschriftung „Ohlerich u. Sohn“ aus Metall angebracht.
Die Rohstofflagerung erfolgte in vierzehn Zellen im Silo, während der Raum unter den Zellen und dem Bodenspeicher für die Annahme von Futtermitteln und Getreide in Säcken genutzt wurde. Dieser Raum war auf Rampenhöhe, um eine bequeme Beladung und Entladung zu ermöglichen. Darunter war ein Keller für die maschinellen Einrichtungen des Speicherbetriebs, während der verbleibende Raum für die Lagerung von Futter- und Düngemitteln genutzt wurde. Auf der Wasserseite des Silos waren maschinelle Einrichtungen zur Bearbeitung des Getreides in mehreren Stockwerken untergebracht, verbunden durch einen massiven Treppenaufgang vom Fundament bis zur Bühne über den Silozellen.

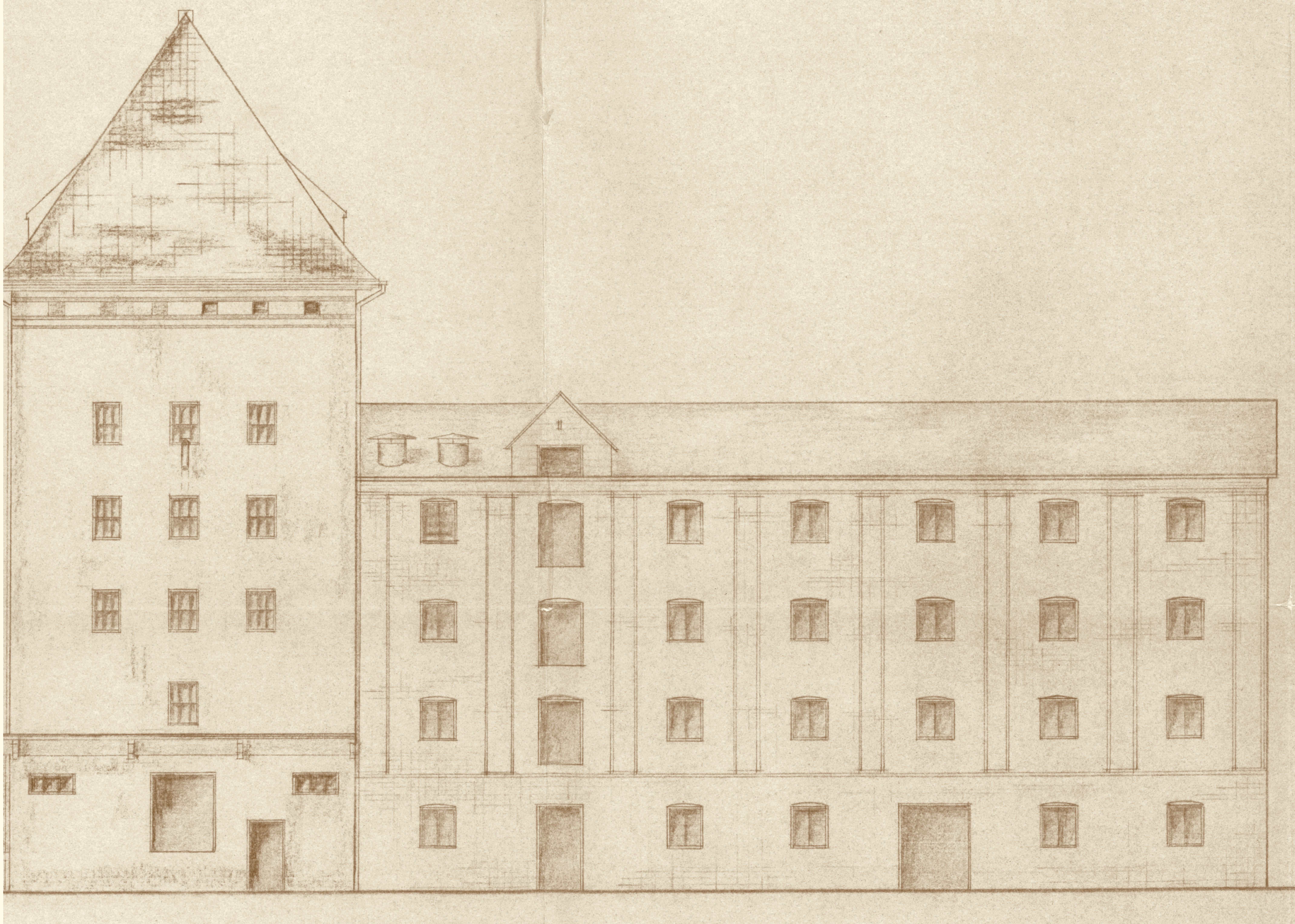
Bauzeichnung der Vorderansicht mit integriertem Ahron-Speicher
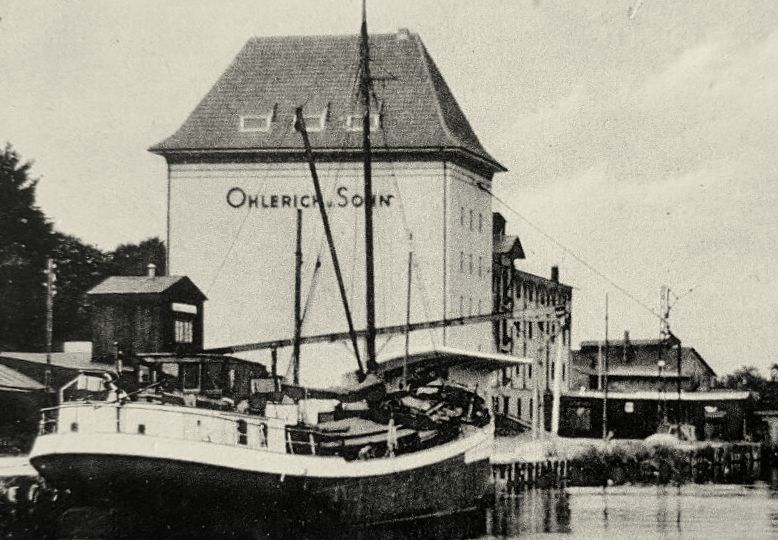
Giebelwand mit Fassadenbeschriftung

## Betrieb des Speichers

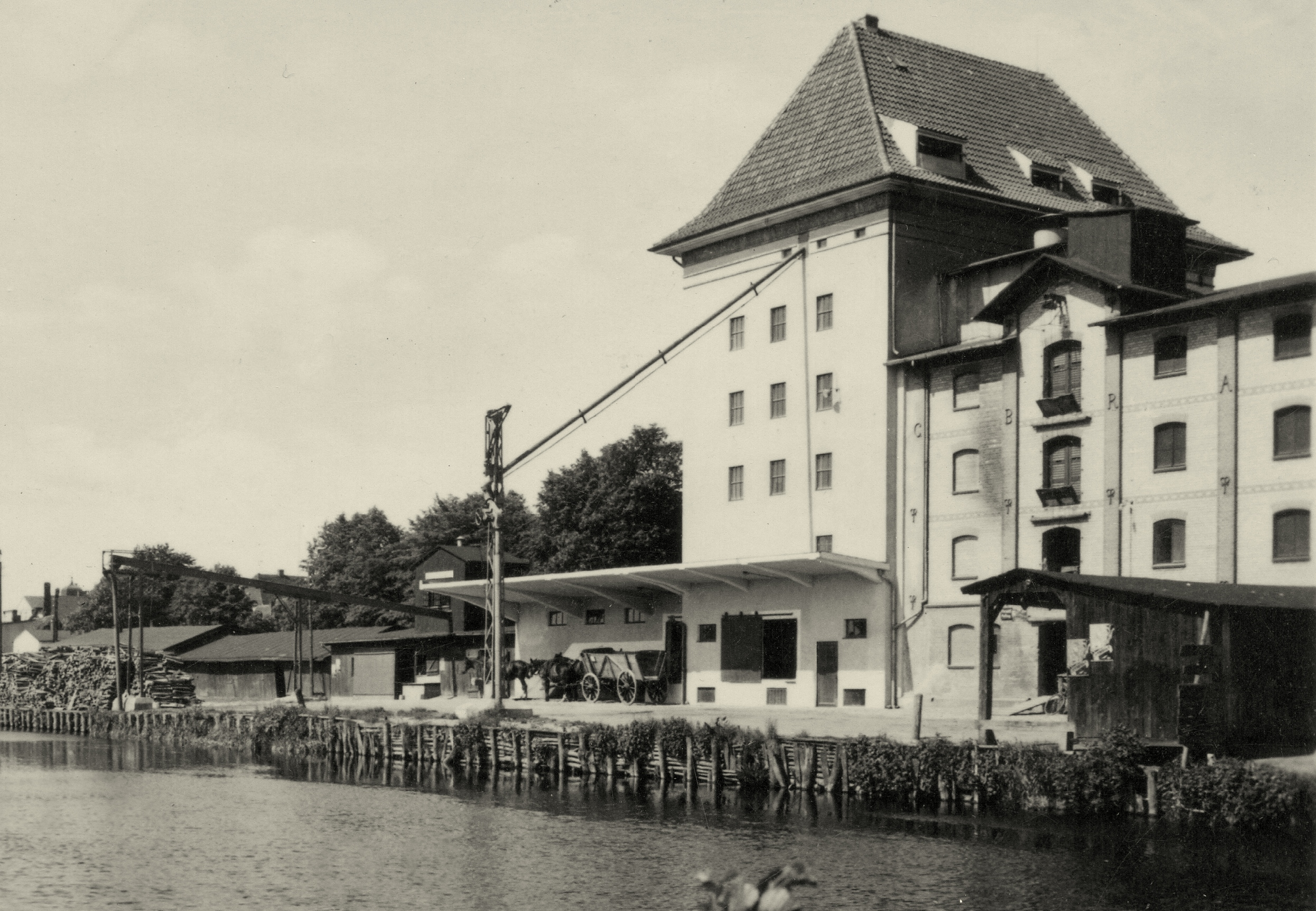
Vorderansicht mit Rampe und Fallrohr an das Bollwerk

Das Getreide wurde bei seiner Ankunft in Fuhrwerken und Lastautos maschinell in das Silo eingelagert. Hierbei kamen waagerechte Trogförderer und Becherelevatoren zum Einsatz, um das Getreide in die einzelnen Zellen zu befördern. Von dort wurde es je nach Bedarf zu den Bearbeitungsanlagen im vorderen Teil des Silos transportiert. Diese Anlagen umfassten eine automatische Waage, einen Aspirateur zur Reinigung des Getreides, eine Trockenanlage und eine Anlage zur Durchlüftung des Getreides. Die Abförderung des Getreides erfolgte hauptsächlich durch kleine Seeschiffe, die am Bollwerk, fünfzehn Meter entfernt, anlegten. Beim Verladen wurde das Getreide im Silo hochgefördert, über die automatische Waage geleitet und dann durch ein schräges Fallrohr über die Uferstraße hinweg in die Schiffe befördert. Die Bedienung der Geräte in den oberen Räumen erfolgte durch eine Person, die sich jedoch nur zeitweise in den Räumen aufhielt. Dank einer Staubabsaugung an den Fördereinrichtungen konnte eine Staubablagerung auf den Böden vermieden werden. Die Zahl der im Betrieb Beschäftigten belief sich auf vier bis fünf Personen. Als Aufenthaltsraum diente der im Ahron-Speicher eingebaute ehemalige Büroraum.
Der Ahron-Speicher wurde gleichzeitig mit Einrichtungen zur mechanischen Beschickung und Entleerung der einzelnen Böden ausgerüstet. Die Anlage wurde so eingerichtet, dass auch das dort lagernde Getreide mit den Einrichtungen des neuen Silos, wie Reinigung, Trockenanlage usw., bearbeitet und ebenso vom Silo aus in Seeschiffe verladen werden konnte.

## Geschichte

### 1912 bis 1945
Aus der im Jahr 1855 von dem jüdischen Kaufmann Joseph Löwenthal in Bützow gegründeten offenen Handelsgesellschaft "Joseph Löwenthal & Comp.“ entwickelte sich Mitte bis Ende des 19. Jahrhunderts das größte Getreidehandelsunternehmen Norddeutschlands, die „Löwenthal, Nord und Co.", mit Sitz in Schwerin. Im Jahr 1912 kauften sie den „Ahron’schen-Speicher“ am Bützower Hafen von den Gebrüdern Leopold und Martin Ahron. Die beiden Brüder hatten aufgrund ihres hohen Alters beschlossen, ihr Unternehmen aufzulösen und verkauften daher ihren Speicher am Hafen.
Im Jahre 1925 waren 75 % des Firmenkapitals der „Löwenthal, Nord und Co.“ in der Hand der jüdischen Kaufleute Gustav Löwenthal und Max Nord, während 25 % bereits Paul Ohlerich gehörten. Nachdem die Nationalsozialisten die Macht übernommen hatten, wurde das Unternehmen von Teilhaber Ohlerich mit Hilfe des Ministerpräsidenten des Landes Mecklenburg-Schwerin Walter Granzow arisiert. 

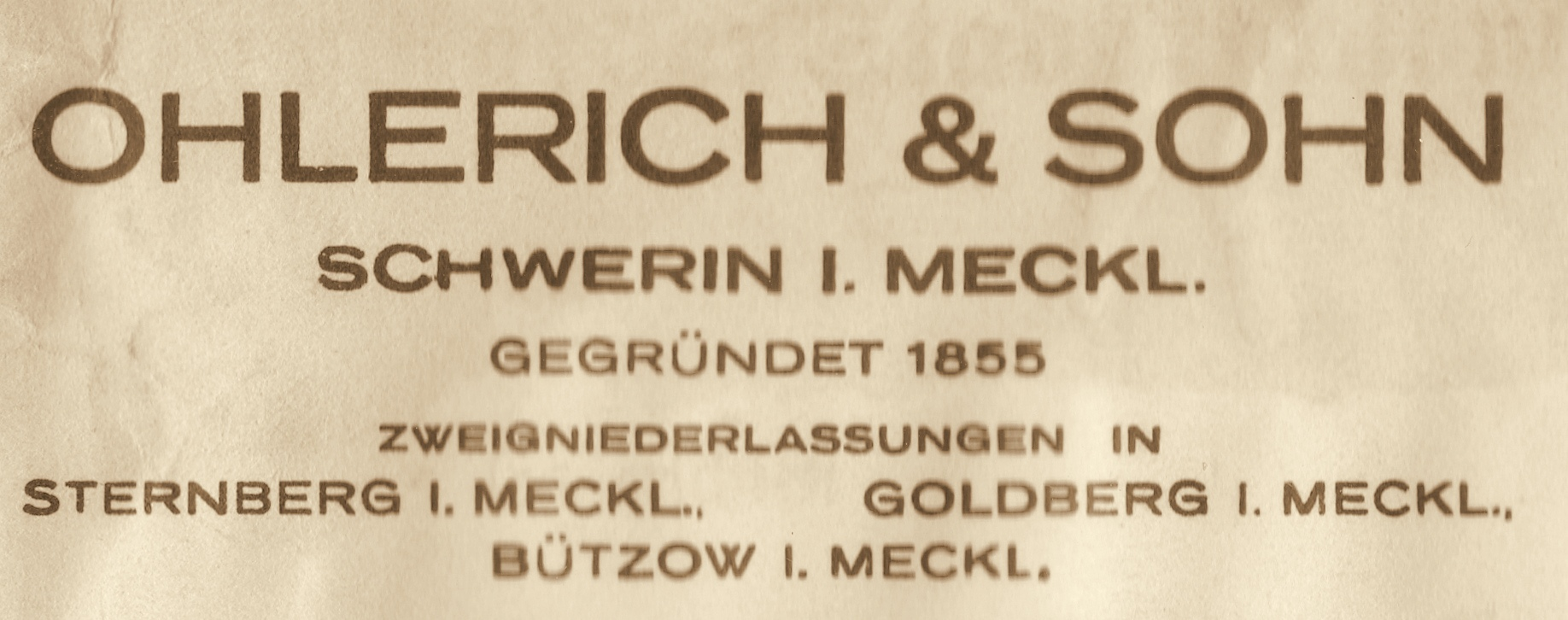
Briefkopf der Firma Ohlerich & Sohn

 Ab dem 1. Mai 1933 wurde die Großhandlung unter dem Namen „Ohlerich und Sohn KG“ geführt. Die jüdischen Nachkommen der Firmengründer wurden aus dem Unternehmen gedrängt und schließlich ohne Entschädigung enteignet. Paul Ohlerich baute mit seinem eigenen und dem enteigneten Kapital der Löwenthal, Nord & Co unter anderem im Jahr 1936 diesen Speicher am Bützower Hafen, 1938 den Ohlerich-Speicher in Wismar und 1939 den Speicher am Ziegelsee in Schwerin.

### 1945 bis 2022
Die „Ohlerich und Sohn KG“ nutzte den Silokomplex in Bützow bis 1952. Danach wurden die Speicher am Hafen verstaatlicht und bis 1990 von dem volkseigenen Erfassungs- und Aufkaufbetrieb genutzt. Nach der politischen Wende ging der ehemalige Silokomplex in die Obhut der Treuhandanstalt über und wurde schließlich Mitte der 1990er Jahre privatisiert. Über die Jahre hinweg blieben die Gebäude ungenutzt, bis im Jahr 2022 ein erneuter Eigentümerwechsel stattfand.

### Gegenwart
Für das Jahr 2024/25 ist eine umfassende Sanierung der Getreidespeicher geplant, um sie in moderne Wohn- und Geschäftsgebäude umzuwandeln.

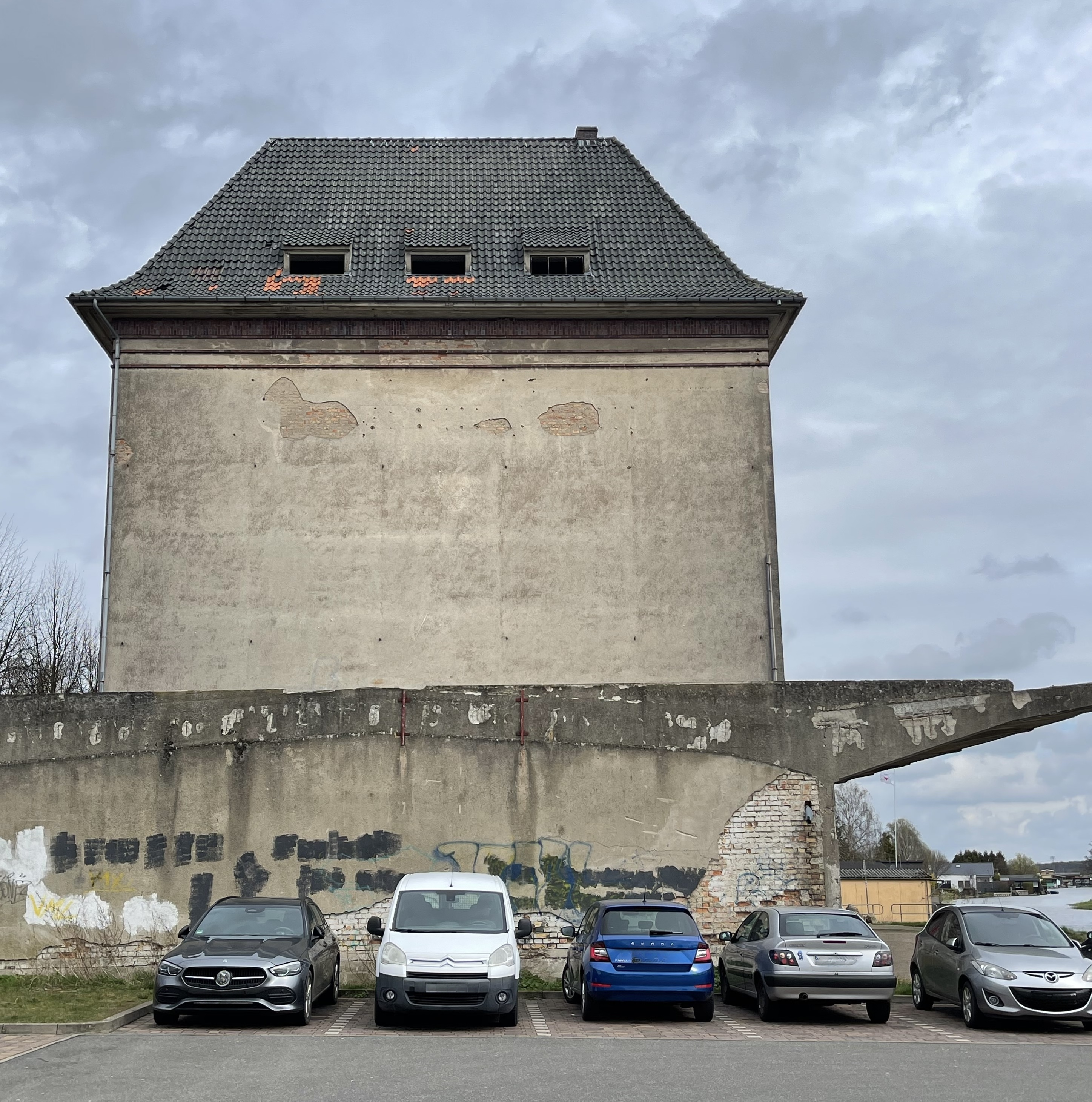
Giebel vor der Sanierung
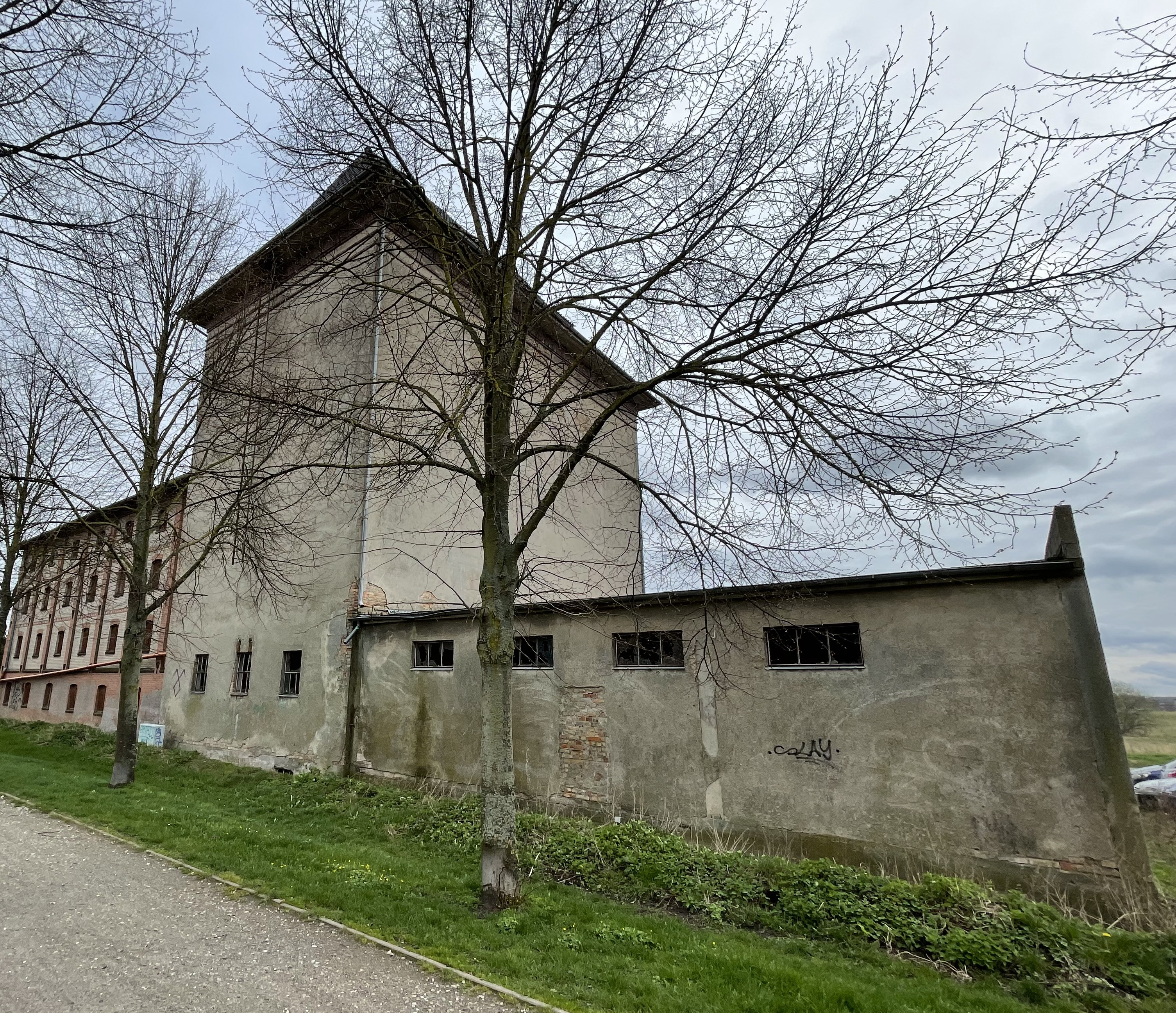
Hinteransicht vor der Sanierung
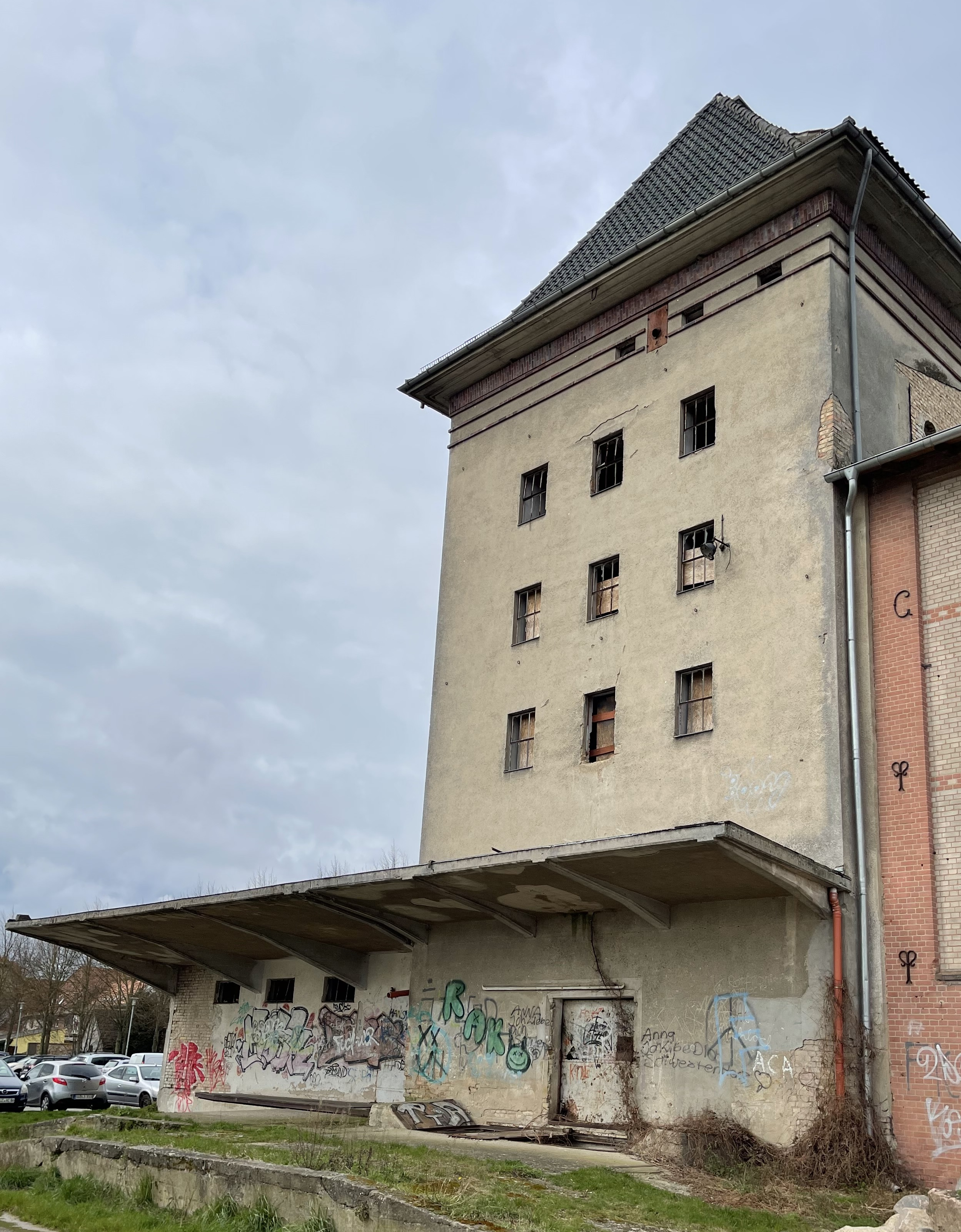
Vorderansicht vor der Sanierung